# 马姓回甦井
马姓回甦井，位于中国广东省佛山市顺德乐从镇水藤管理区三多里，为一处元代古建筑。1991年5月1日，列入顺德市文物保护单位；2006年，列入佛山市文物保护单位。